# Dicyphoma ryckmani
Dicyphoma ryckmani är en tvåvingeart som beskrevs av James 1962. Dicyphoma ryckmani ingår i släktet Dicyphoma och familjen vapenflugor. Inga underarter finns listade i Catalogue of Life.